# Paglia Orba (Schiff)
Die Paglia Orba ist ein RoPax-Schiff der französischen Reederei Corsica Linea.

## Geschichte
Die Fähre wurde für die französische Reederei SNCM von der französischen Werft Ateliers et Chanters du Havre gebaut. Ihr Bau startete am 3. Juni 1993 und am 15. März 1994 wurde sie an SNCM übergeben. Im selben Monat wurde sie noch in den Dienst zwischen Bastia und Marseille gestellt.
Zwischen dem 8. April 2002 und dem 4. Mai 2002 wurde sie in Bremerhaven umgebaut, um mehr Passagiere transportieren zu können.
Nach dem Bankrott von SNCM 2016 wurde das Schiff in die Flotte von Corsica Linea aufgenommen und fährt aktuell zwischen Marseille und Bastia, Propiano, Bejaia, Skikda, sowie Ajaccio.
Am 25. Januar 2021 lief das RoPax-Schiff beim Einfahren in den Hafen von Bastia auf Grund. Dabei wurden der Rumpf und einer der Propeller beschädigt.
2019 wurde die Paglia Orba mit einem Landstromanschluss ausgestattet.
Die Paglia Orba ist nach einem 2.525 m hohen Berg benannt, der sich auf Korsika befindet.

## Ausstattung
Die Paglia Orba besitzt ein Restaurant mit 187 Sitzen sowie eine Snackbar. Die Fähre bietet 141 Kabinen und eine Lounge mit 48 Sesseln zum Übernachten an. Alle Kabinen sind mit einem Fernseher ausgestattet.